# Alopecosa inquilina
Alopecosa inquilina es una especie de araña araneomorfa del género Alopecosa, familia Lycosidae. Fue descrita científicamente por Clerck en 1757.
Habita en Europa, Rusia (Europa al Lejano Oriente) y Kazajistán.